# Ephydra scholtzi
Ephydra scholtzi – gatunek muchówki z rodziny wodarkowatych i podrodziny Ephydrinae.
Gatunek ten opisany został w 1898 roku przez Alexandra Beckera.
Muchówka o ciele długości około 4 mm, porośniętym jasnobrązowo i nieco metalicznie połyskującym. Głowa jej zaopatrzona jest w dwie pary szczecinek orbitalnych oraz skierowane w dół szczecinki perystomalne. Czułki nie mają na zewnętrznej powierzchni trzeciego członu długiej szczecinki. Tułów cechują cztery pary małych szczecinek śródplecowych oraz bardzo krótkie, włosowate szczecinki środkowe grzbietu, przed szwem poprzecznym ułożone w dwóch rzędach. Odwłok samca ma tergit piąty nie dłuższy od czwartego. Hypopygium jest niewielkich rozmiarów.
Owad znany z Francji, Holandii, Niemiec, Danii, Szwecji, Finlandii, Polski, Litwy, Rumunii, Bułgarii i wschodniej Palearktyki. Gatunek halofilny.